# 1947年柬埔寨大選
1947年12月21日，柬埔寨举行大选。民主党赢得了75个席位中的44个席位。